# Centuripe

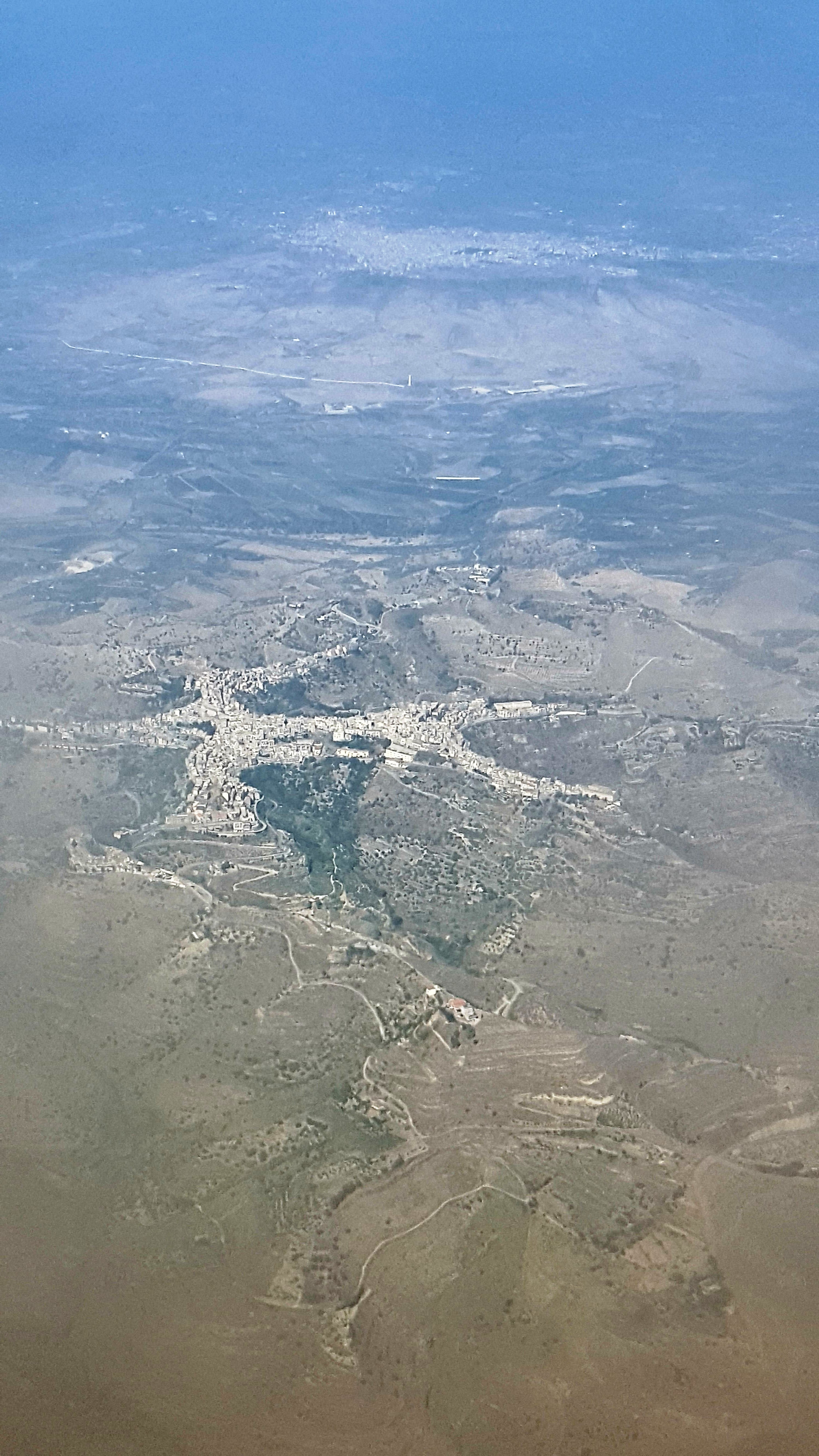
Panorama dall'alto di Centuripe

Centuripe (Cintorbi in siciliano, Cintuorbi in dialetto locale) è un comune italiano di 4 982 abitanti del libero consorzio comunale di Enna in Sicilia.
La cittadina, di origine sicula, fu presto ellenizzata e dal IV secolo a.C. entrò nell'orbita di Siracusa, godendo di grande floridezza in età ellenistica e romana attestata da importanti vestigia.

## Geografia fisica

### Territorio
Centuripe dista circa 65 km da Enna (41 km in linea d'aria) ed è il comune più a est del libero consorzio comunale. Dista 46 km dalla città di Catania, percorrendo la strada statale 121, e 30 km in linea d'aria. L'abitato è situato sulla linea di sommità di una formazione montuosa e assume la forma di una stella marina; l'altitudine media è di 733 m s.l.m. e ciò permette di scorgere il versante occidentale dell'Etna, la valle del Simeto e parte della Piana di Catania.

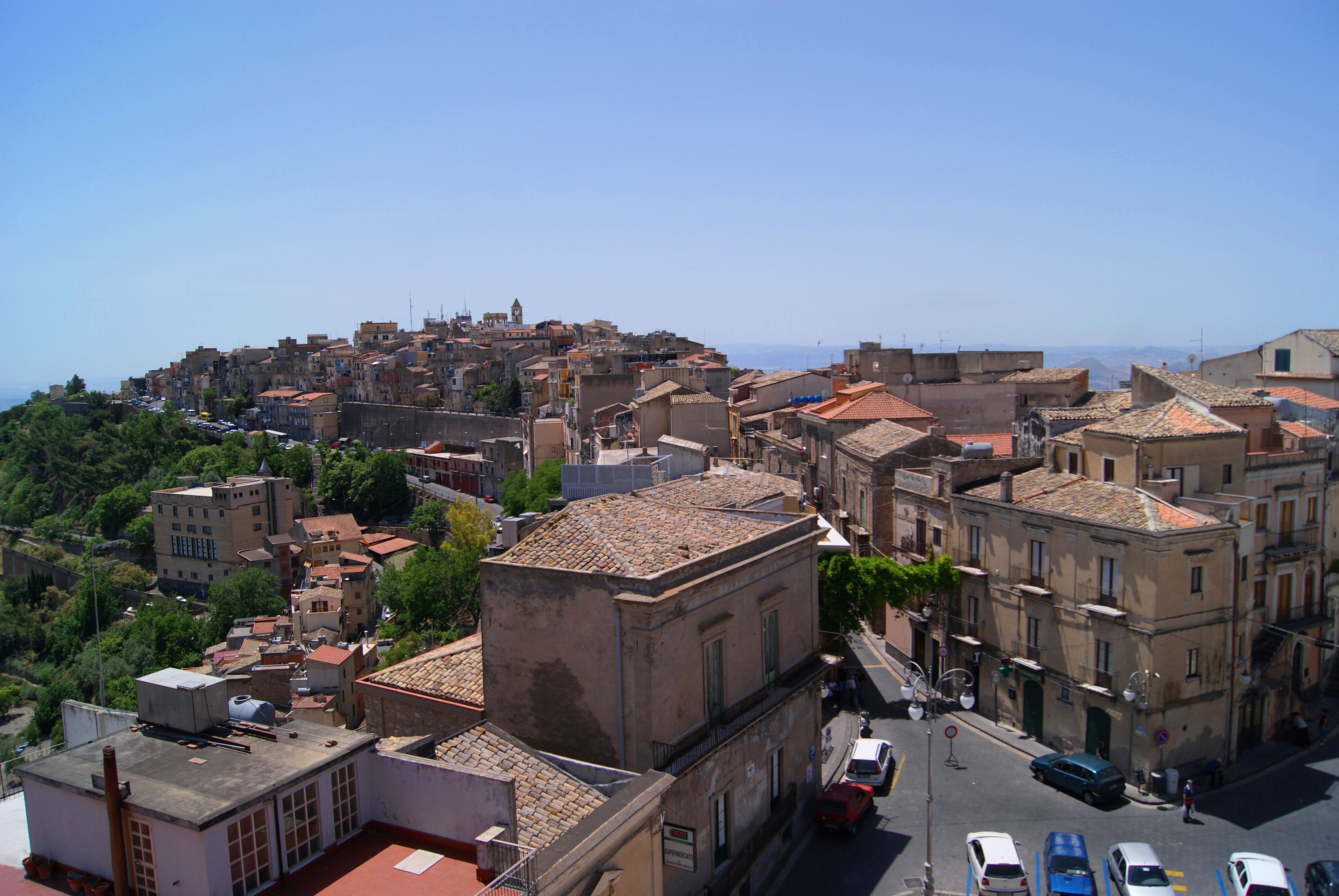
Panorama nord di Centuripe

Centuripe confina con i comuni di Adrano, Biancavilla, Paternò, Bronte, Randazzo, Castel di Iudica, tutti appartenenti alla città metropolitana di Catania, e con Catenanuova e Regalbuto che fanno parte della ex Provincia di Enna. Il suo vasto territorio, quasi del tutto montagnoso, si estende per 17 295 ettari tra le vallate dei fiumi Dittaino e Salso. Il suo fondovalle è sulla direttrice autostradale Palermo-Catania. Il territorio è costituito di arenarie e di rocce argillose e conglomeratiche.

### Clima
| CENTURIPE          | Mesi | Mesi | Mesi | Mesi | Mesi | Mesi | Mesi | Mesi | Mesi | Mesi | Mesi | Mesi | Stagioni | Stagioni | Stagioni | Stagioni | Anno |
| CENTURIPE          | Gen  | Feb  | Mar  | Apr  | Mag  | Giu  | Lug  | Ago  | Set  | Ott  | Nov  | Dic  | Inv      | Pri      | Est      | Aut      | Anno |
| ------------------ | ---- | ---- | ---- | ---- | ---- | ---- | ---- | ---- | ---- | ---- | ---- | ---- | -------- | -------- | -------- | -------- | ---- |
| T. max. media (°C) | 10,1 | 11,3 | 13,6 | 12,4 | 22,4 | 24,8 | 26,4 | 27,8 | 26,9 | 20,9 | 15,7 | 11,4 | 10,9     | 16,1     | 26,3     | 21,2     | 18,6 |
| T. min. media (°C) | 3,5  | 3,6  | 5,2  | 14,8 | 14,8 | 15,7 | 18,3 | 20,6 | 12,0 | 11,5 | 8,2  | 5,3  | 4,1      | 11,6     | 18,2     | 10,6     | 11,1 |

## Storia

### Preistoria
Le origini di Centuripe sono remotissime e affondano le loro radici nella preistoria; è attestata la colonizzazione stanziale a quote più basse e in varie parti del territorio nel Neolitico; meno chiara la documentazione sul Paleolitico. Si rileva l'aumento dell'antropizzazione durante il periodo del bronzo antico, ma sembra spopolarsi durante il bronzo medio e finale.

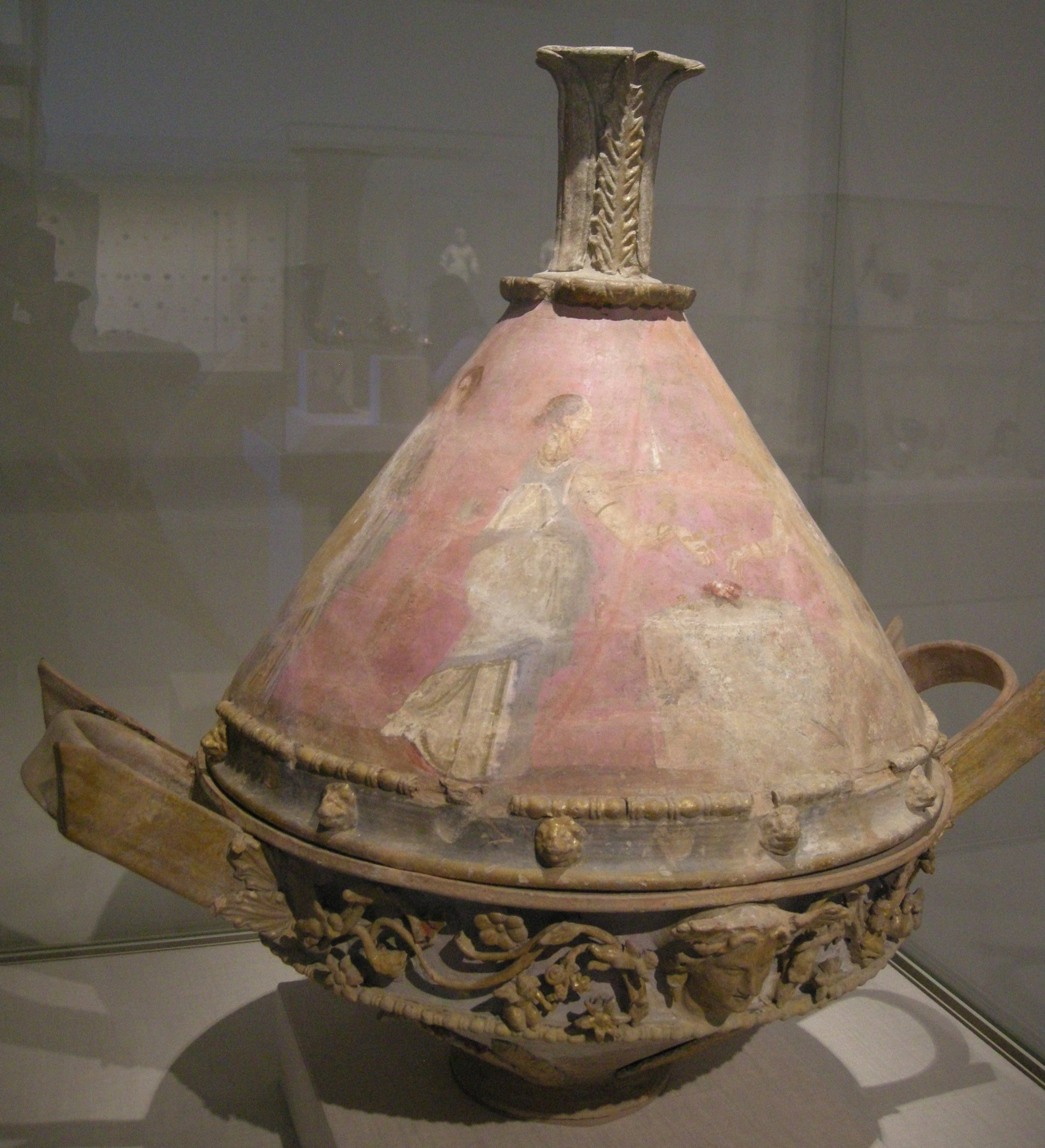
Lekanis centuripino (ep. 250÷300 a.C.) al Metropolitan Museum of art, NY

Nell'età arcaica fu un centro abitato indigeno siculo (Tucidide VI, 94, 3).
Della Centuripe d'età arcaica si conosce poco anche a causa del fatto che il sito è sicuramente coperto dalle costruzioni. Parlano per essa tuttavia i ricchi corredi funerari delle tombe scavate in contrada Piano Capitano, nel vallone Gelso, della contrada Casino, nel vallone Difesa e della contrada Madonna. La consistenza della necropoli indica con sicurezza l'esistenza del centro abitato che ha superato le dimensioni del semplice villaggio. Sono tombe del tutto simili a quelle indigene di altre località, scavate nell'arenaria di cui sono costituiti i ﬁanchi dei rilievi montuosi; risultano utilizzate a partire dagli ultimi anni dell'VII secolo a.C. al IV secolo. Dal VI secolo, comunque si desume certa la presenza di un centro urbano nello stesso sito moderno; ne sono testimonianza necropoli e rinvenimenti in varie aree superficiali
Gli scritti di Tucidide, che la deﬁnisce ancora sikelikon polisma alla ﬁne del V secolo, nonché quelli di Polibio, attestano la presenza nella penisola italiana di popoli, chiamati col nome di Ausoni, Enotri o Morgeti che risultano presenti anche in Sicilia. Si ritiene che un secolo prima della fondazione di Roma i Siculi, popolazione d'origine osco-umbra che emigrò in Sicilia probabilmente in epoca anteriore al X secolo a.C. scelsero il luogo, in posizione militarmente inespugnabile, per edificarvi la cittadina.
L'esistenza di un legame tra i popoli protolatini e i Siculi è confermata da un'iscrizione oggi ritenuta la più importante nella comprensione delle origini dei Siculi, contenuta su un famoso askos centuripino del VI secolo a.C. L'iscrizione contiene inequivocabili elementi di stretta affinità con la lingua latina.

### Età antica
L'antica città sicula lentamente divenne ellenizzata, chiamandosi Κεντόριπα (Kentóripa) in greco antico e assurse a notevole importanza nel periodo greco alternando periodi di tirannia a periodi di libertà; la sua importanza si mantenne nella prima età romana.
Verso il 404 a.C. Centuripe cadde sotto la tirannia di Damone alleato di Dionisio I di Siracusa.

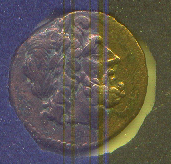
Moneta di bronzo del 240 a.C. con testa di Giove protettore della città

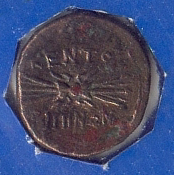
Moneta di bronzo del 240 a.C. con i fulmini di Giove e la scritta (rovescio)

La città si dotò di una propria moneta, segno di prosperità economica e di prestigio. La zecca centuripina iniziò a coniare moneta nel 346 a.C.
Nel 368 prese il potere Nicodemo e governò fino al 339 a.C., anno in cui Timoleonte lo costrinse a fuggire e deportò gli abitanti a Siracusa ripopolando la città con nuovi coloni. Ventisette anni dopo la città cadde sotto il brutale controllo del tiranno siracusano Agatocle. Diodoro afferma che a Centuripe, intorno al 312, era presente una guarnigione militare siracusana.

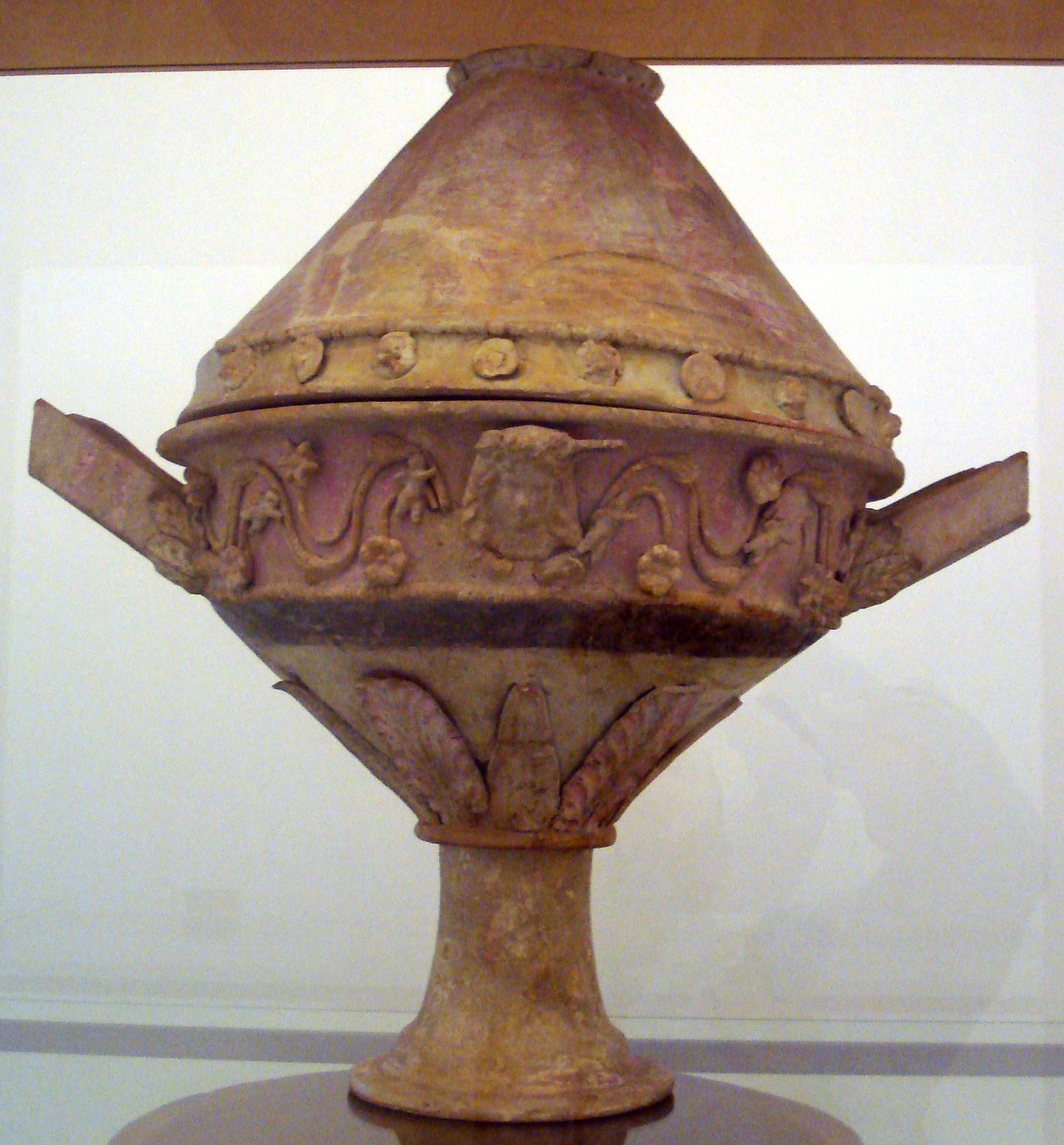
Museo di Palermo, vaso centuripino (epoca 280÷220 a.C.)

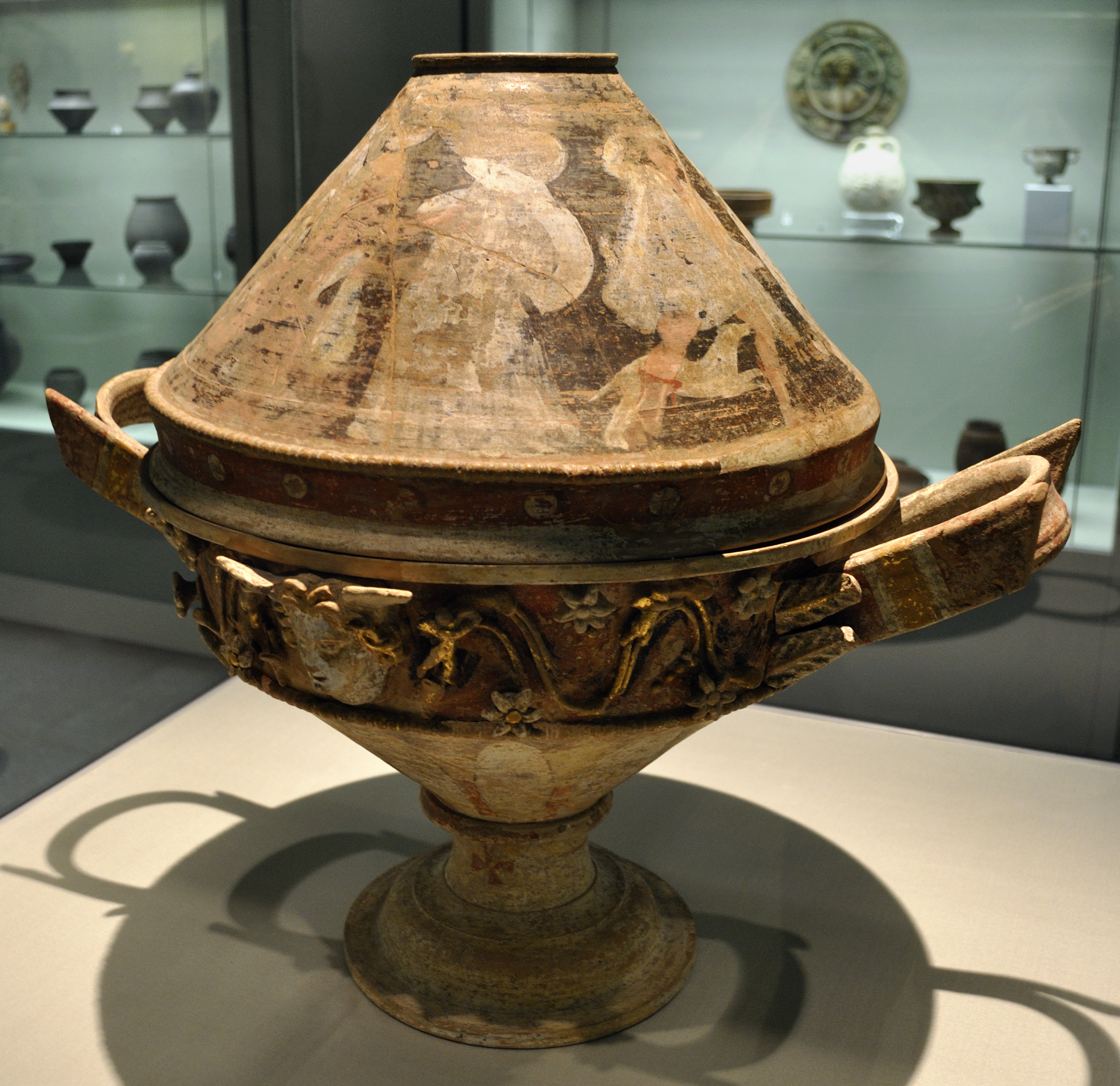
Lekanis centuripino al museo di Düsseldorf

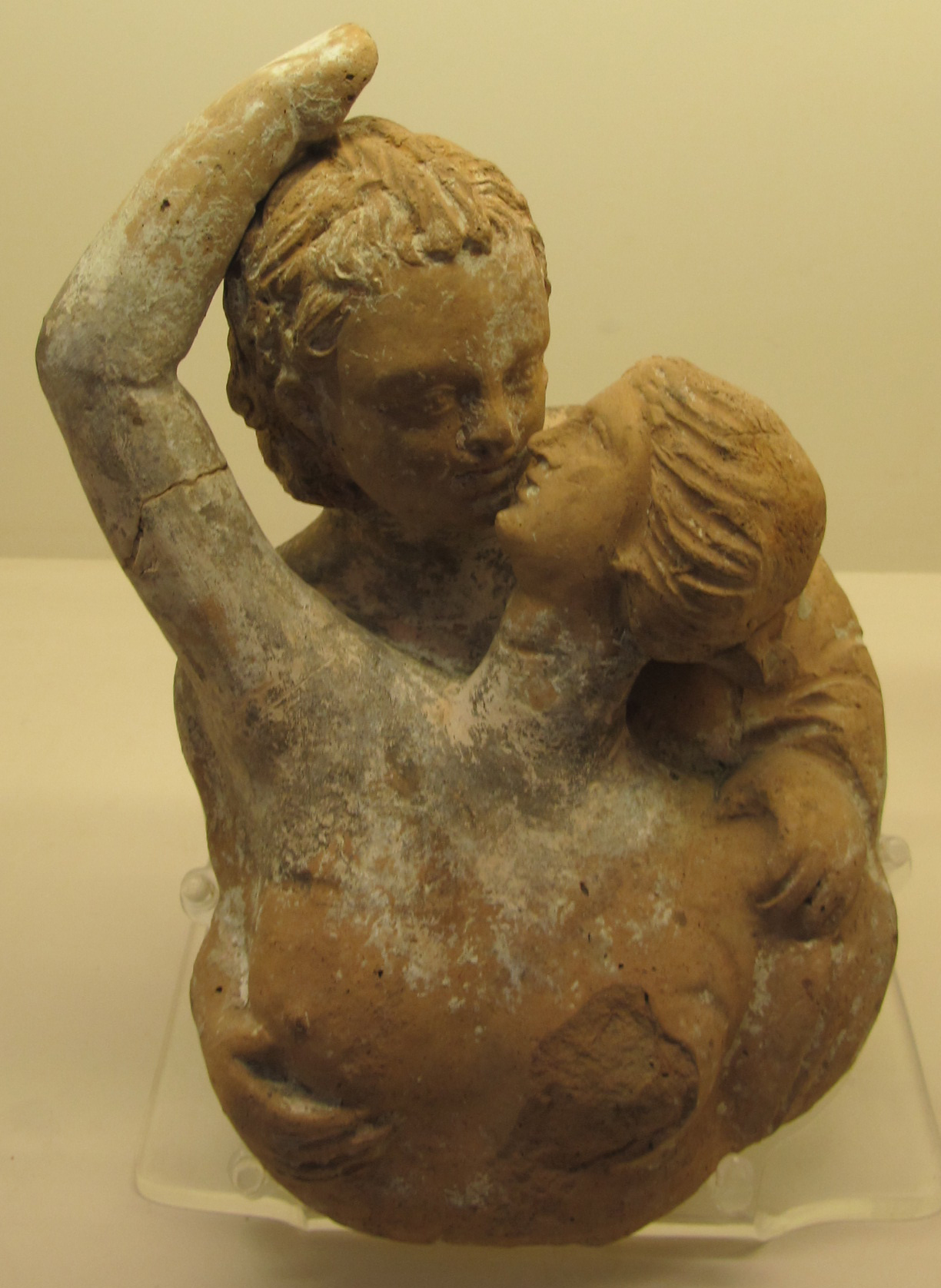
British Museum, Eros e Psiche (epoca 200÷100 a.C.)

Nella seconda metà del IV secolo a.C., si sviluppò un'importante officina di produzione ceramica artistica con un grande repertorio figurato caratterizzata da un particolare gusto per il cromatismo. Nel secolo successivo la produzione raggiunse alti livelli; si producevano vasi di grandi dimensioni policromici e con decorazioni plastiche riportate. Ma sarà il III secolo a.C. il momento della ricchissima produzione di statuette fittili in terracotta dette tanagrine, per decorazioni funerarie, la cui grazia e ricercatezza di soggetti, come eroi, dei e animali varrà a Centuripe il titolo di Tanagra della Sicilia. Due bellissimi esemplari si trovano nel Museo regionale Agostino Pepoli di Trapani. L'importanza raggiunta dalla città è dimostrata anche dalla ricca produzione di monete del periodo.
Nel 263 a.C. i consoli romani Manio Valerio Massimo Messalla e Manio Otacilio Crasso iniziarono la campagna contro i Cartaginesi; Centuripae si sottomise spontaneamente e venne dichiarata città libera (civitas immunis ac libera) ed esentata da qualunque tassa (civitas sine foedere), come dichiara Cicerone nelle sue Verrine. Da questo momento conobbe un grandissimo sviluppo e divenne una delle più importanti città romane della Sicilia. Lo attestano sia le dichiarazioni di Cicerone (forse un po' troppo enfatiche) che la definisce totius Siciliae multo maxima et locupletissima (di gran lunga la più grande e più ricca di tutta la Sicilia) precisando anche che nel I secolo la sua popolazione avrebbe raggiunto le 10 000 unità circa, sia la grande quantità di vasellame e gli imponenti resti monumentali. 
Interessante un'iscrizione in greco del II secolo a.C. con il racconto di una missione diplomatica centuripina a Roma e a Lanuvio e una parte del trattato con Lanuvio con cui risulta gemellata per le comuni origini.
Nel periodo compreso tra il 38 e il 35 a.C., Sesto Pompeo la prese d'assedio e la distrusse per la sua fedeltà a Ottaviano che ne aveva fatto il caposaldo della sua azione, ma questi la fece ricostruire e diede ai suoi abitanti la cittadinanza romana. La Centuripe di età romana imperiale è quella che ha lasciato i resti monumentali più imponenti. Grandiosi resti monumentali, un ricco complesso di sculture, numerose iscrizioni: tutta una serie di elementi sembrano segnare i successi di una famiglia locale che nel II secolo è arrivata a esprimere un console, a sua volta figlio di uno dei componenti dell'entourage dell'imperatore Adriano. L'epoca di massimo sviluppo monumentale è quella tra Adriano e gli Antonini. Una grande quantità di resti monumentali è andata perduta per sempre a causa dell'incuria del passato e del sistematico depredamento che ha rifornito collezionisti e raccolte di ogni dove. Oggi rimangono il Tempio degli Augustali del I-II secolo che si affacciava, sopraelevato, su una via colonnata e due tombe monumentali a torre, la Dogana, di cui è visibile solo il piano elevato e il castello di Corradino. A nord-ovest del paese, in contrada Bagni, una strada lastricata conduce ai resti di un ninfeo, sospeso sul vallone del torrente sottostante, di cui rimane una parete in mattoni con cinque nicchie, resti di una vasca di raccolta delle acque e parti dell'acquedotto. Inoltre reperti dall'VIII secolo a.C. al Medioevo come le statue provenienti dal tempio degli Augustali, riferibili a imperatori e familiari, una testa dell'imperatore Adriano appartenuta a un'enorme statua di almeno 4 metri, due urne funerarie della famiglia degli Scribonii, terrecotte di produzione locale dal III al I secolo a.C. oltre a tante maschere teatrali.
Notevoli sono le emissioni monetali di età romana repubblicana.

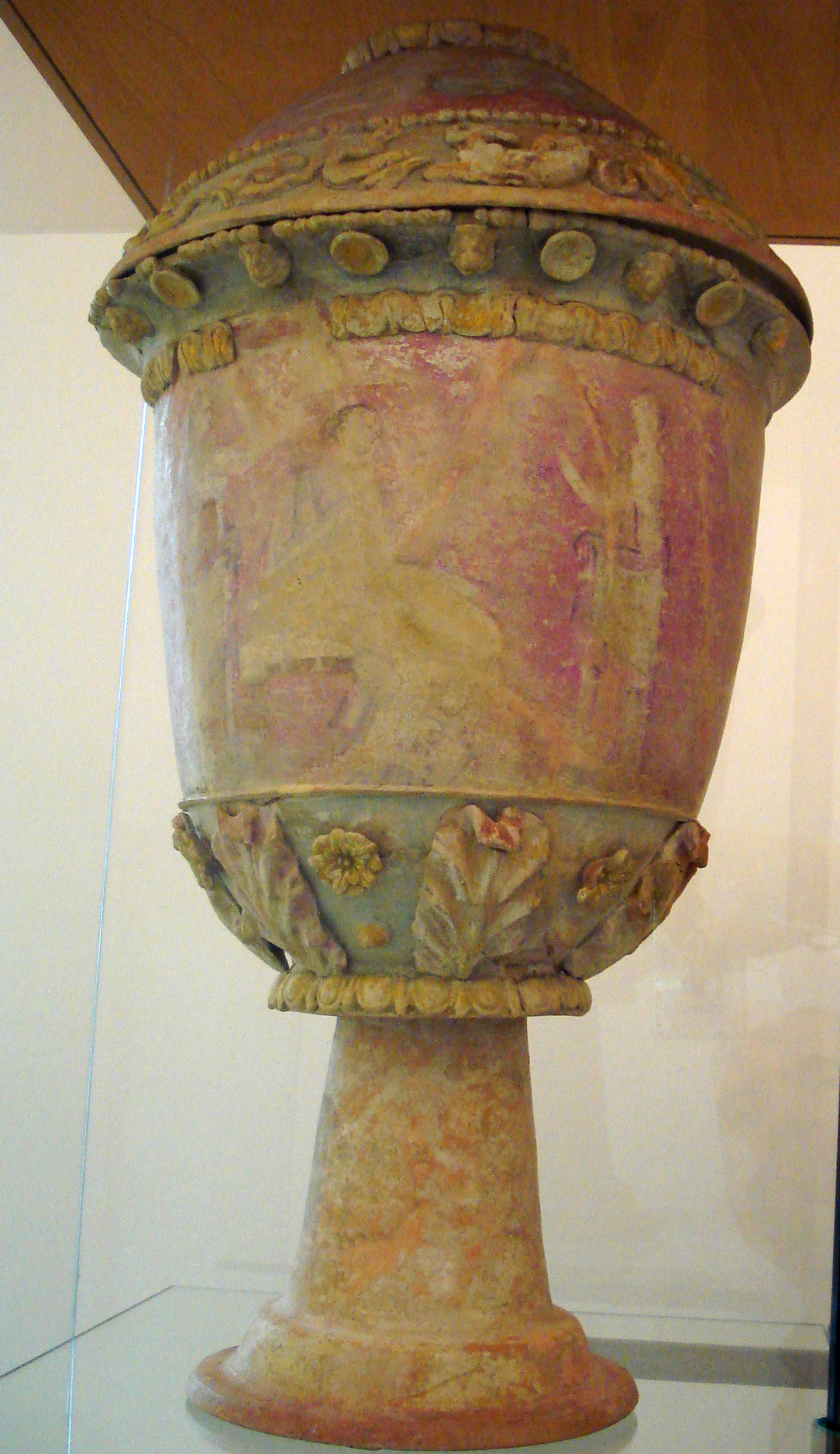
Vaso centuripino al museo archeologico di Palermo (280÷220 a.C.)

Anche la testimonianza dei ritrovamenti nelle campagne mostra i periodi di maggiore floridezza economica di Centuripe che coincidono con l'età ellenistica e poi repubblicana e proto imperiale; cessano completamente dal XIII secolo a causa della sua distruzione.

### Età medievale
Le sorti della città seguirono quelle dell'impero romano. Verso il 1000 venne assediata dai musulmani che uccisero 40 monaci basiliani dell'omonimo convento. Nel 1061 fu sottoposta ad assedio da Roberto il Guiscardo ma la strenua resistenza degli abitanti, unita all'imponenza della cinta muraria, lo convinsero a desistere. La successiva conquista normanna portò solo un breve periodo di pace nel quale la città rifiorì. In periodo svevo, nel 1232, a seguito di una rivolta Federico II espugnò la città e ne deportò gli abitanti insediandoli nella nuova città di Augusta. Sembra che la deportazione non sia stata totale perché tra il 1267 e il 1270, ai tempi di Corradino di Svevia, fu nuovamente assediata dagli Angioini che espugnatala ne trucidarono gli abitanti rimasti e distrussero del tutto quanto rimasto. Il sito venne dimenticato e rimase disabitato fino alla metà del XVI secolo.
Nel 1408 un forte terremoto e una grande eruzione dell'Etna devastarono molte zone attorno a Catania per cui alcune famiglie si rifugiarono a Centuripe tra i resti della città distrutta e vi fissarono la propria dimora.

### Età moderna
Nel 1548 avvenne la rifondazione vera e propria della città, che prese il nome di Centorbi, ad opera dei Moncada della Contea di Adernò, dei quali rimase feudo. Venne eretta la Chiesa Madre, completata però solo agli inizi dell'Ottocento. Nel 1628 Centorbi contava circa 800 abitanti. Nel XVIII secolo le rovine imponenti attrassero l'attenzione di visitatori quale il pittore Jean-Pierre Houël che le fece oggetto di alcuni suoi ritratti e l'ammirazione di Ignazio Paternò Castello, Principe di Biscari; quest'ultimo intorno alla metà del XVIII secolo intraprese a titolo privato scavi archeologici a Centuripe, Castrogiovanni e Camarina i cui reperti gli permisero di istituire un ricco museo secondo solo a quello dei Borboni.

### Età contemporanea
Nel XVII secolo la Sicilia passò sotto il dominio dei Borbone che, a partire dal 19 aprile 1819, adottarono un nuovo sistema amministrativo dividendo la Sicilia in sette province: Palermo, Messina, Catania, Girgenti, Noto, Trapani e Caltanissetta. Centorbi fu innalzato a capoluogo di circondario e furono posti sotto la sua giurisdizione Regalbuto, Catenanuova e Carcaci. Con l'arrivo di Giuseppe Garibaldi in Sicilia, nel 1860, anche i centuripini accorsero volontari; una lapide ricorda che egli ebbe a definire Centuripe "balcone della Sicilia".

### Il Regio Decreto: Centorbi cambia il suo nome in Centuripe
Stabilitasi l'Unità d'Italia, il 25 novembre 1862, il consiglio comunale deliberò che venisse abbandonato il vecchio nome di Centorbi assumendo quello antico di Centuripe. La ratifica dell'atto giunse con il Regio Decreto n. 1140 del 22 febbraio 1863 che, tuttavia, incorse in un banale errore, indicandolo come Centurupi. Il successivo Regio Decreto n. 1205 del 15 marzo 1863 pose rimedio al fatto.
La cittadina vide un periodo di relativa prosperità in concomitanza con lo sfruttamento delle miniere di zolfo presenti nel territorio e oggi abbandonate. La popolazione raggiunse i 15 000 abitanti intorno agli anni venti ma con l'entrata in crisi dell'esportazione zolfifera siciliana, allora leader mondiale, iniziò la regressione demografica fino ai poco più di cinquemila abitanti odierni. Nel 1926 con provvedimento regio venne istituita la provincia di Enna e Centuripe venne aggregato a essa con tutto il suo circondario.
Nell'agosto del 1943 in seguito allo sbarco degli Alleati nell'isola Centuripe si trovò a essere un caposaldo della resistenza tedesca e subì duri bombardamenti. Tra il 2 e il 3 agosto, la sua conquista da parte delle truppe britanniche, obbligò la Wehrmacht ad abbandonare tutta la parte occidentale della Piana di Catania e della valle del Simeto.

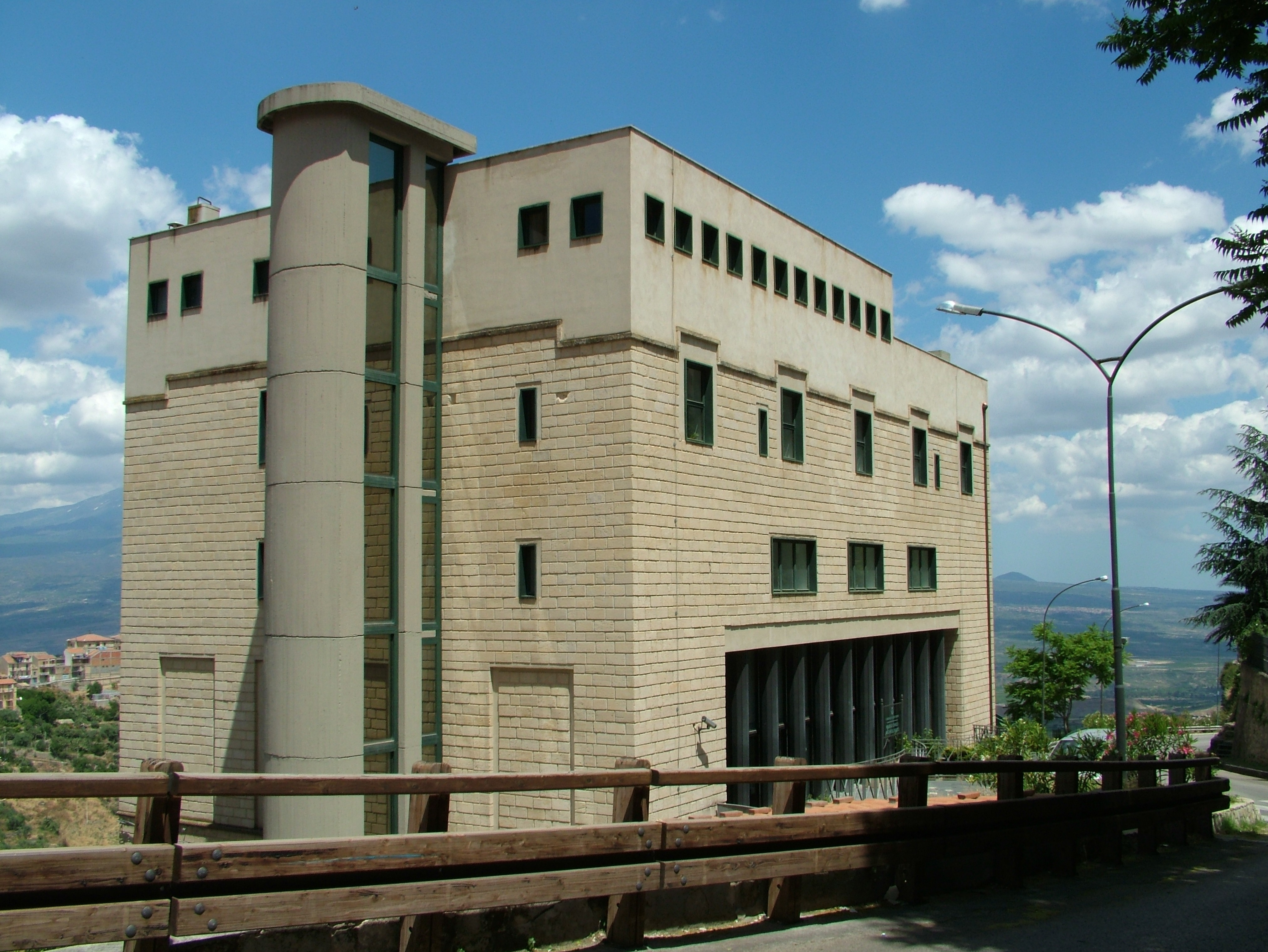
Museo archeologico

L'ingente patrimonio di reperti archeologici che testimonia dell'importante passato di Centuripe oggi è tuttavia nella maggior parte fuori dalla propria sede disseminato com'è nei musei di Parigi, Berlino, Londra, New York, Kassel, Karlsruhe all'estero, e a Catania, Siracusa, Palermo, Trapani, Napoli, Roma e Milano (non è possibile tenere conto di quanto trafugato e venduto illecitamente nel corso dei secoli). 
Già nel 1901 Paolo Orsi deplorava il depredamento incontrollato del suolo centuripino definito da lui "archeologicamente ricchissimo" da cui: 
(Paolo Orsi, 15 agosto 1901)

### Simboli

Lo statuto del comune di Centuripe così descrive lo stemma:
Nella sua parte sottostante trovasi la scritta: KENTO-PIΠINΩN in oro su sfondo azzurro.»
Il gonfalone è un drappo di rosso.

## Città gemellata
- Lanuvio. L'antichissimo gemellaggio con Lanuvio, avvenuto nel II secolo a.C., è stato rinnovato il 18 settembre 1974[41].

## Monumenti e luoghi d'interesse

### Architetture religiose

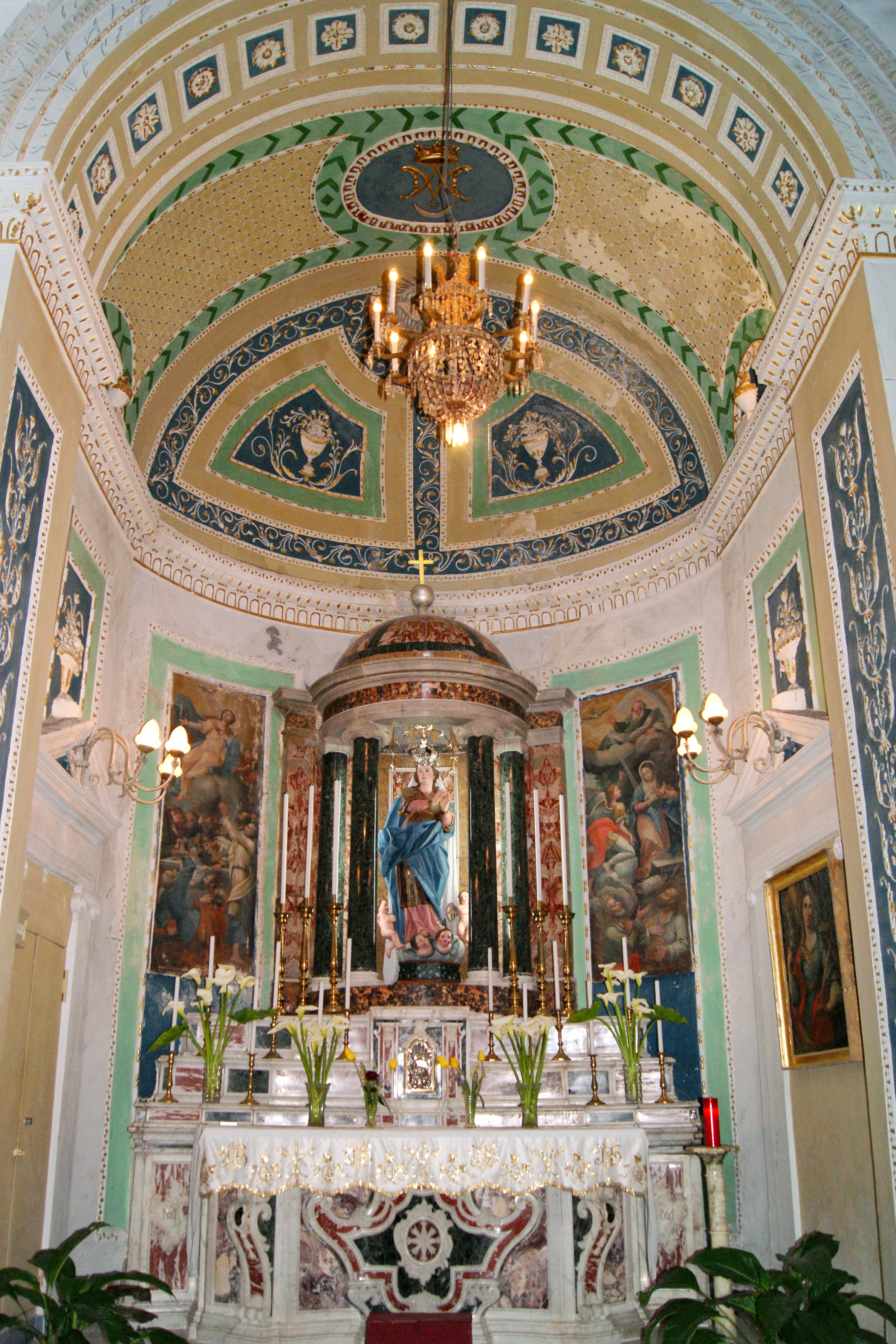
Altare Privilegiato di Maria SS. Immacolata (1880)

- Chiesa madre
- Chiesa di San Giuseppe
- Chiesa di San Gioacchino
- Chiesa di Sant'Antonio Abate
- Chiesa dell'Annunziata
- Chiesa di San Nicolò di Bari
- Chiesa di Sant'Agostino
- Chiesa del Crocifisso
- Chiesa del Purgatorio
- Chiesa del Sacro Cuore di Gesù
- Tempio degli Augustali

### Architetture civili
- Museo archeologico regionale di Centuripe: esistente sin dagli anni venti del XX secolo ma collocato precariamente in locali comunali è stato trasferito in una nuova sede nel 2000. Il Museo rappresenta una delle più importanti esposizioni di reperti romani della Sicilia; conserva numerosi esempi di vasellameria e pregiate opere scultoree d'età imperiale, con statue ben conservate e reperti del vicino bacino archeologico, tra cui le Terme Romane. Alcune opere scultoree tra cui la testa dell'imperatore Augusto rinvenuta nel 1938, appartenenti alla dotazione del museo Paolo Orsi di Siracusa vi sono esposte in locazione per cinque anni (dal 2021)[42].

### Siti archeologici
Il territorio circostante Centuripe è oggetto di ricerca da parte dell'IBAM CNR di Catania. Tra il 2009 e il 2012 sono stati eseguiti sondaggi con escavazione nei dintorni e in prossimità dell'abitato moderno, diretti dalla Soprintendenza ai Beni Culturali e ambientali di Enna, in collaborazione con il Comune, il Museo Regionale Archeologico, l'Associazione SiciliAntica. Uno degli scopi prefissi è quello di approntare una carta archeologica dell'antica città. Sono state trovate interessanti testimonianze del periodo tra la preistoria e l'età moderna. Rilevanti pitture rupestri neolitiche sono state trovate nel "Riparo Cassataro", al momento uniche nella Sicilia orientale. A sud del fiume Dittaino sono state individuate le aree di approvvigionamento di selce e di diaspro, materiali importanti nella preistoria.
Il passato importante di Centuripe è testimoniato dai numerosi siti di interesse archeologico un po' dappertutto sia nel centro urbano che nelle aree circostanti:

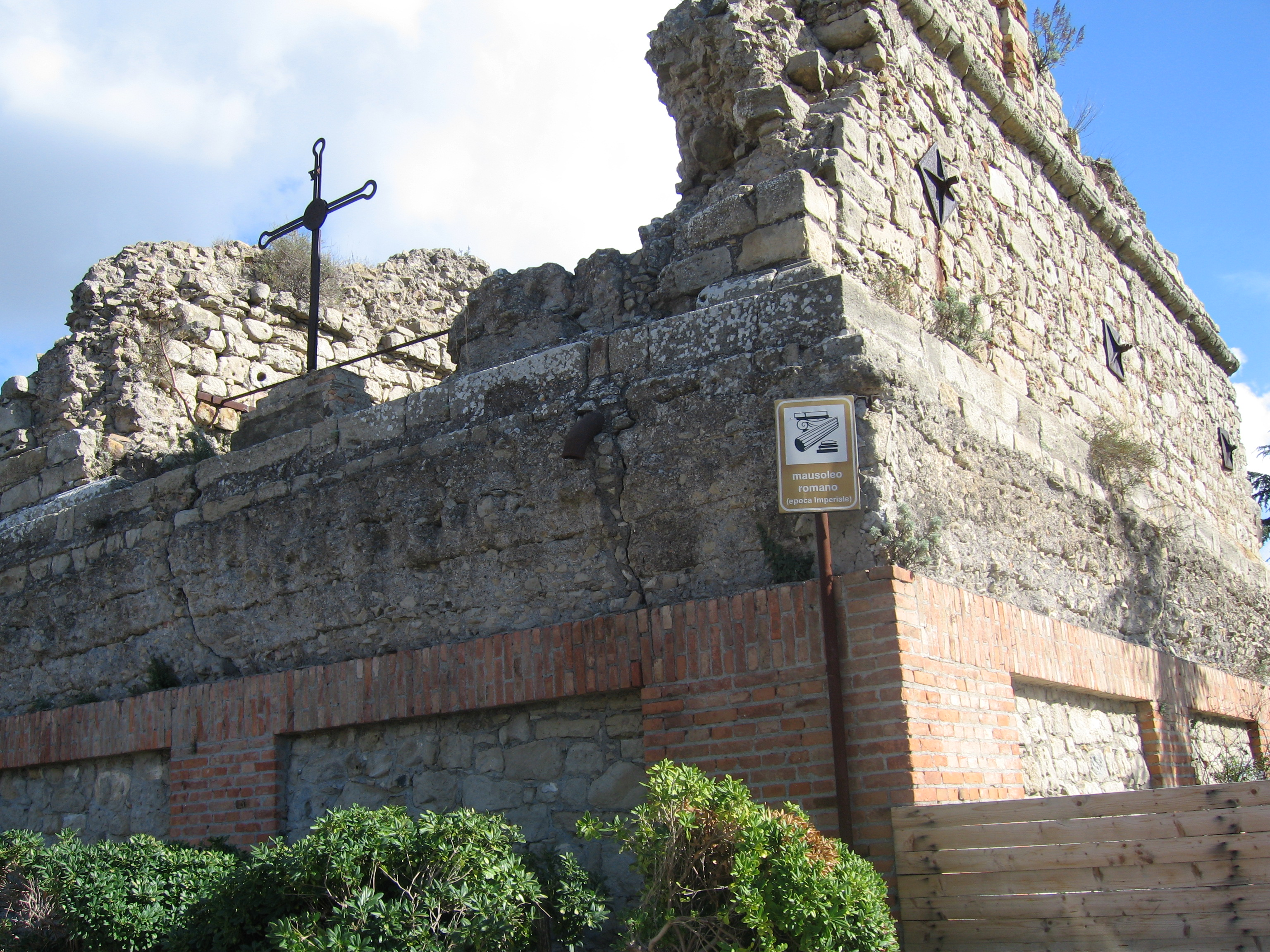
Mausoleo Romano, detto Castello di Corradino

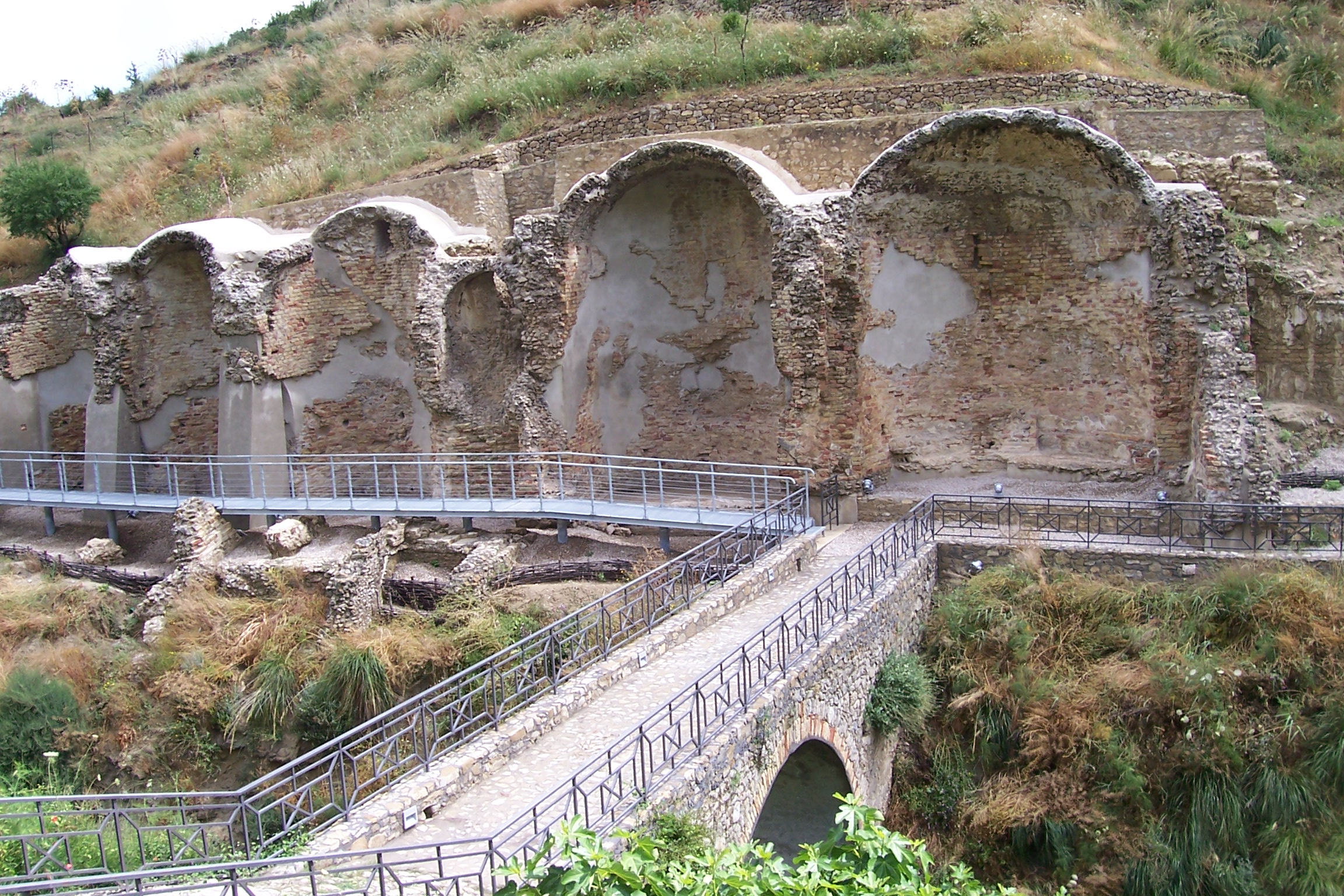
Terme romane di epoca imperiale in contrada Bagni

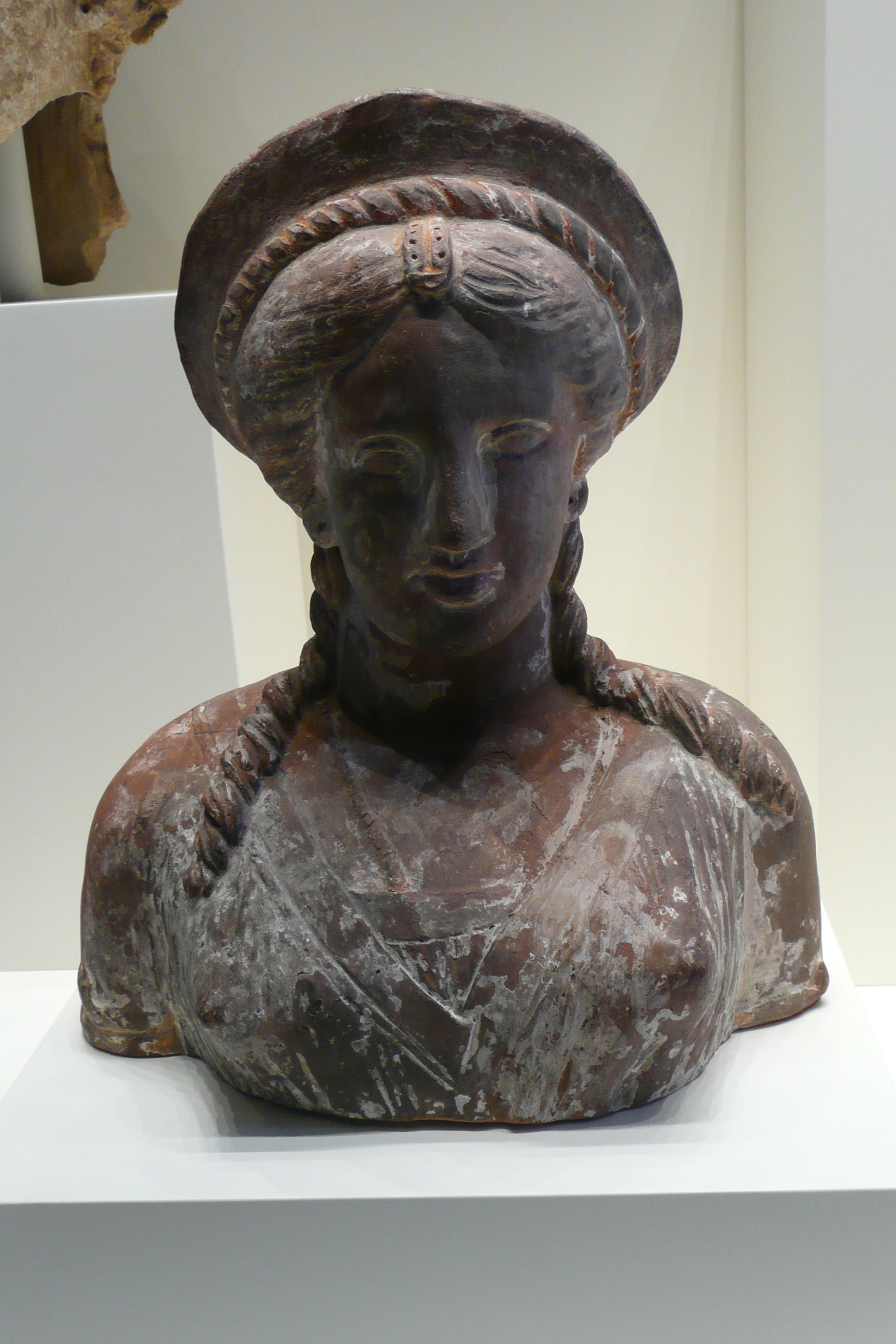
Busto di donna, Getty Villa Museum, Los Angeles

- Zona Acqua Amara: Resti termali di età ellenistico-romana
- Sorgiva Bagni: Resti termali di età romana
- Contrada Agliastrello (Agghiastreḍḍu): resti di abitato
- Contrada Bagni: (a nord) Necropoli ellenistica[34].
- Contrada Casino: Necropoli dall'età del ferro, con tombe a circolo di pietre, con inumazioni plurime; utilizzata fino ad età ellenistica[34].
- Contrada Cuba (Cubba) a Muglia: Insediamento e necropoli di età preistorica dall'età neolitica al bronzo antico
- Contrada Difesa: Ampie fornaci per ceramica[34].
- Contrada Piano Pozzi: Resti di abitato (a sud-est), necropoli ellenistica[34].
- Contrada Biliuzzo: necropoli ellenistica[34].
- Frazione Carcaci: Necropoli rupestre; resti dell'età del bronzo; strutture di età romana
- Castellaccio: fornace ellenistica; resti di castello medioevale
- Castello di Corradino: Mausoleo romano
- Monte Calvario - Resti di abitato
- Fondo Castiglione Muro d'argine
- Fondo Testai: cisterna antica
- Vallone Gelso (Vaḍḍuni Ceusu): resti di abitato, necropoli dall'VIII secolo a.C. al periodo ellenistico[34].
- Monte Porcello (Munti Purceḍḍu): Resti di abitato greco-ellenistico
- Mulino Barbagallo: Complesso monumentale (antica sede degli "Augustali") con statue marmoree di Augusto, Druso, ecc.
- Panneria: casa romana[44]
- Piano Capitano: Vasta necropoli dall'VIII secolo a.C. al periodo ellenistico; comuni gli επιτυμβια, a fossa con sovrastruttura a gradoni[34]; reperti ceramici[45]
- Strada provinciale Catenanuova - Centuripe: antica fornace
- Strada Comunale Panaria - Casa delle maschere e resti di abitato
- Vallone Difesa (Vaḍḍuni Difisa): localizzazione dell'antico ginnasio

#### Nel centro urbano
- Centro ellenistico-romano con mura, abitato e fornaci.
- Chiesa del Crocifisso: strutture ellenistico-romane con mosaico "stanze antiche"
- La Dogana: Fontana-cisterna di età romano-imperiale

#### Ruderi, muri e resti di costruzioni nei pressi delle chiese
- Chiesa del Crocifisso: muro d'argine nei pressi della chiesa
- Chiesa della Maddalena: muro antico
- Chiesa di Santa Maria delle Grazie: muro antico
- Chiesa Madre: ruderi
- Chiesa Addolorata: resti antichi
- Colle dell'Annunziata
- Convento di Sant'Agostino: Ruderi
- Fondo Calcerano: Antica costruzione
- Le Stalle Antiche
- Via Fragalà: stanze antiche
- Via Scipione: resti di abitato

#### Ponte romano
La Centuripe romana era uno dei punti importanti degli "Itinerari romani della Sicilia"; si trovava sulla strada (via frumentaria) che collegava Catania con la costa tirrenica risalendo il corso del fiume Simeto; attraversava Aetna (Paternò), Centuripe, Agyrium (Agira), Assorum (Assoro), Henna (Enna) e proseguiva fino a Terme Imeree. La posizione strategica della città consentiva il controllo, sia di tale via sia di quella che provenendo da nord proseguiva verso i campi di Leontini.
Il ritrovamento di un tratto di strada lastricata lungo il fiume Simeto e alcune sezioni in rovina del ponte distrutto, per secoli dimenticato e fuori asse a causa di una deviazione del fiume, hanno fatto avanzare ad alcuni studiosi l'ipotesi del ritrovamento della via frumentaria. Il ponte, genericamente indicato come Ponte romano di Centuripe è situato nei pressi del Ponte Barca di Biancavilla ed è costituito da quattro grossi segmenti allineati in senso ONO/ESE, della larghezza di circa 3 metri e della lunghezza di 6-8 metri ciascuno, non più perfettamente in asse e spostati rispetto al corso del fiume. Il monumento è databile del II secolo, probabilmente è legato all'importante personaggio legato a Centuripe, Quinto Pompeius Falco, che fu curator viae Traianae tra il 108 e il 112. Dell'esistenza di tale ponte parla Ignazio Paternò Castello che ne indica anche la distanza, sei miglia, dalla Città di Centoripi considerando l'itinerario come facente parte dell'antica strada romana.

## Società

### Evoluzione demografica
Abitanti censiti

### Tradizioni e folclore

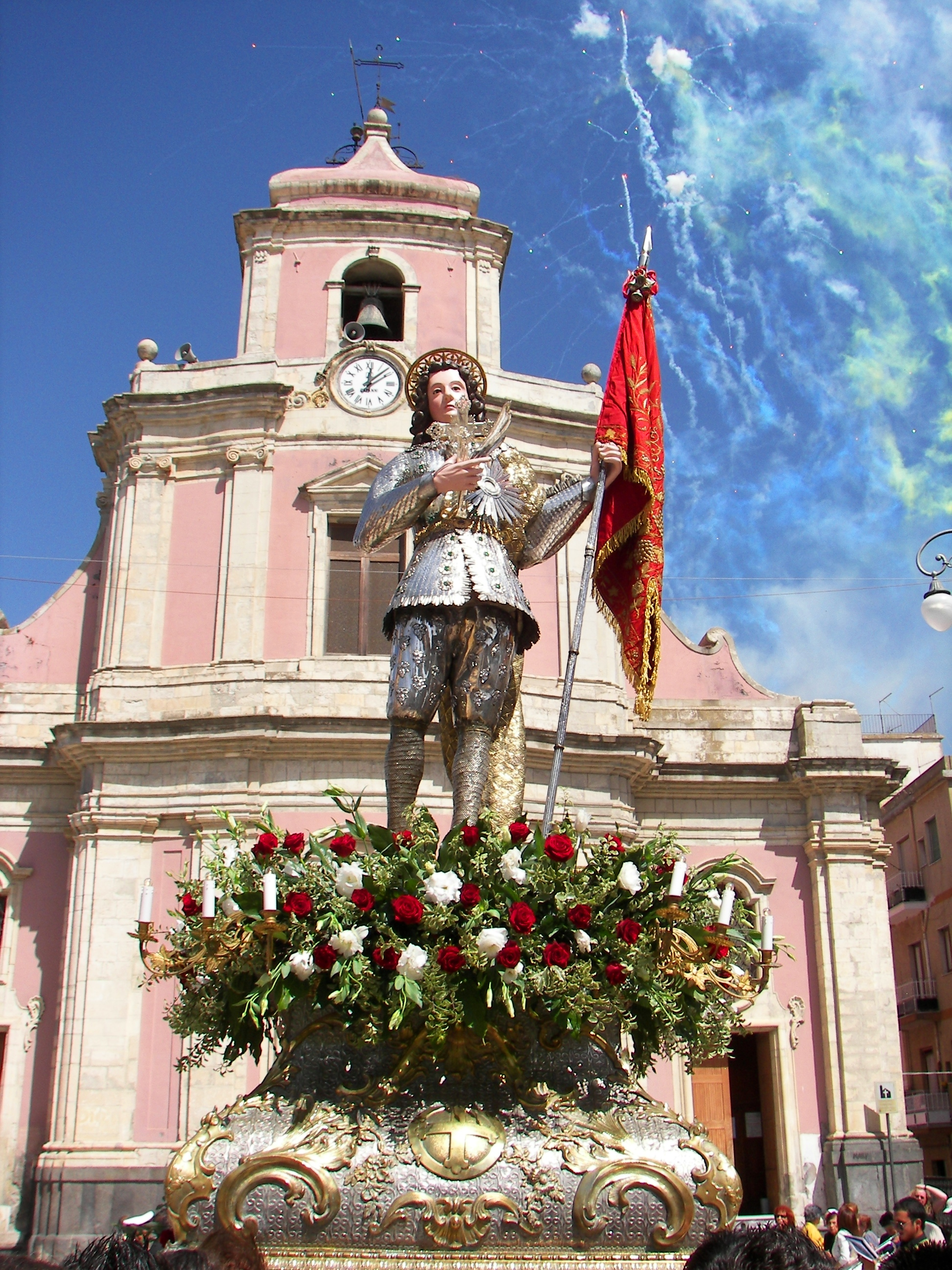
Uscita di San Prospero martire - Patrono di Centuripe

- Settimana Santa: la domenica delle palme inizia con la solenne processione delle palme che, partita dalla Chiesa di sant'Agostino, giunge in Chiesa Madre. La stessa sera i confrati dell'arciconfraternita del Santissimo Sacramento iniziano quarant'ore di adorazione che si concluderanno mercoledì mattina.

Giovedì santo, dopo la messa in coena domini, vengono portati in processione il settecentesco simulacro ligneo del Cristo alla colonna e quello dell'Addolorata. La mattina del venerdì santo la statua del Cristo morto viene traslata dalla chiesa del ss. Crocifisso alla chiesa Madre dove al tramonto i presenti assistono alla ascisa a cruci (deposizione dalla croce). Durante la veglia di Pasqua, sempre in chiesa Madre, un grande drappo, detto "Tiledda", che durante tutta la quaresima ha nascosto l'abside, viene lasciato cadere scoprendo la statua del Cristo risorto. 
- Festa dei patroni Santa Rosalia e san Prospero da Centuripe: dal 15 al 19 settembre. Funzioni religiose, manifestazioni ricreative e culturali, concerti di musica classica, moderna e rock. Il 20 il mercato con bancarelle.
- Rappresentazione della Pasqua di Gesù: il sabato precedente la domenica delle palme una suggestiva rappresentazione della passione, morte e risurrezione di Gesù.

## Cultura

### Istruzione
A Centuripe erano presenti: l'istituto comprensivo Filippo Ansaldi (scuola elementare, scuola materna) e le scuole medie di Carcaci (chiuse a fine anno scolastico 2011/2012). Le scuole medie in sede (che comprendono anche la scuola materna) e le scuole elementari a Carcaci. Esisteva anche un istituto classico e professionale riconvertito in istituto alberghiero (che ha sede in via Dante Alighieri). All'inizio dell'anno scolastico 2012/2013 avvenne l'accorpamento delle scuole elementari con la scuola media Giovanni Verga; l'istituto comprensivo fu ribattezzato con il nome della scuola elementare, Filippo Ansaldi, con sede in via Giacomo Leopardi.

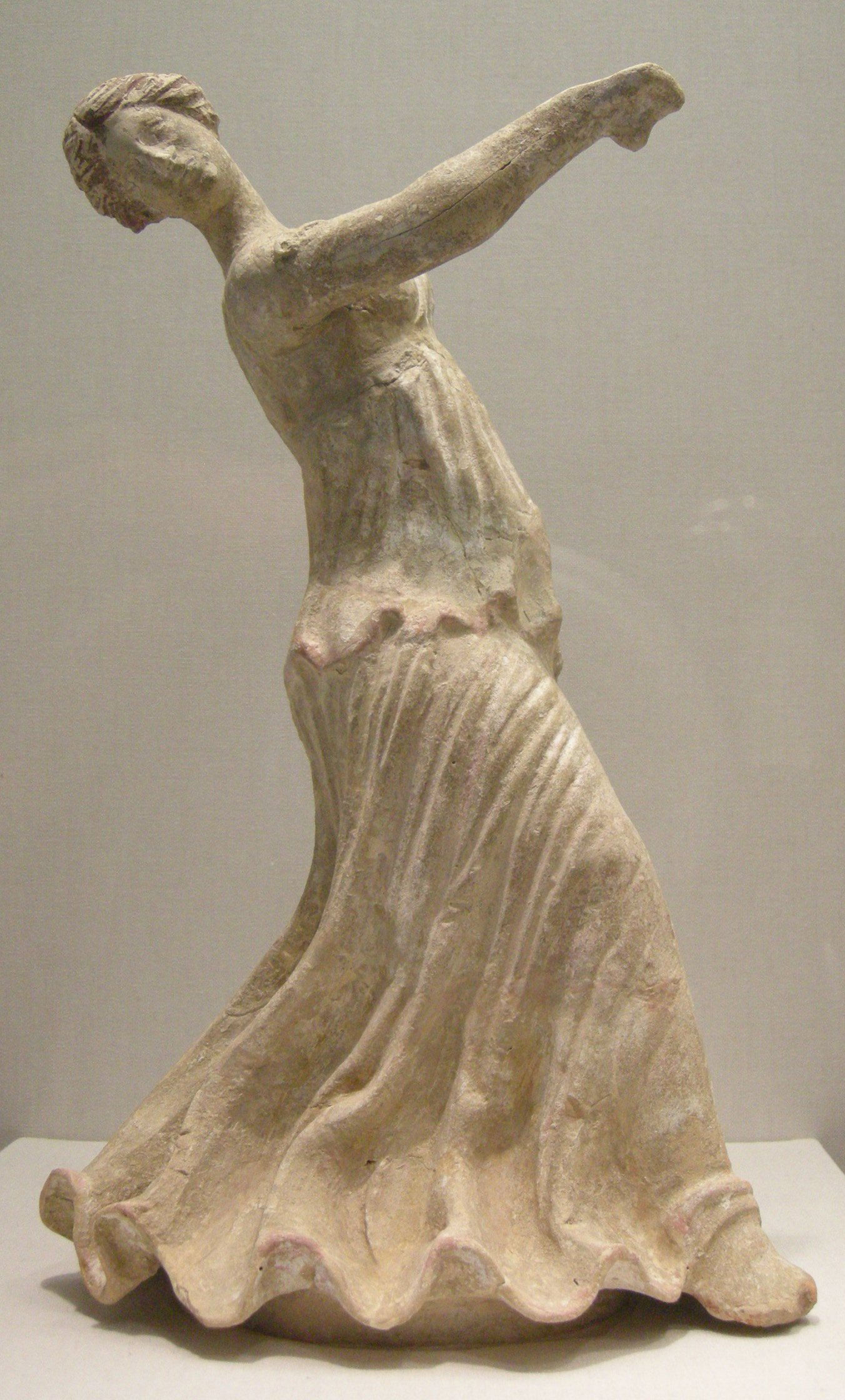
Statuetta fittile di danzatrice, II secolo a.C.

#### Musei
Il Museo archeologico di Centuripe è regionale ed è ospitato in un edificio la cui costruzione ebbe inizio negli anni cinquanta poi venne sospesa e rimase abbandonata per vari decenni. Venne infine completato e infine inaugurato nel dicembre del 2000. La sua posizione permette una vista panoramica verso l'Etna e la valle del Simeto.
Le collezioni, che fin dagli anni venti erano custodite nella vecchia sede del palazzo comunale, sono state riordinate e integrate con i reperti degli scavi condotti sin dal 1968 dalla Sovrintendenza per i Beni Culturali. Gli spazi utilizzati sono su livelli diversi. Il museo presenta la storia e la topografia della città, i siti abitativi, le attività economiche, i ritrovamenti con significative sculture di età romana. Inoltre le terrecotte locali del periodo ellenistico con maschere e statue che esprimono l'alto livello tecnico raggiunto e l'originale tipologia di forme e soggetti che sono alla base della diffusione dei manufatti nei mercati più esigenti. Alcuni reperti:
- Una raffinata statua ellenistica di Musa
- Una colossale testa dell'imperatore Adriano (II secolo)
- Sculture provenienti dall'edificio degli Augustali, che ritraggono membri della famiglia imperiale e imperatori.
- Un eccezionale torso marmoreo loricato, probabilmente di Augusto
- Statua femminile acefala con abbigliamento che avviluppa il corpo con artificiosi panneggi.
- Preziosa collezione di ceramica preistorica, materiali da necropoli greche e iscrizioni funerarie latine.
- Vasi di tipo centuripino prodotti da fabbriche locali fra III e II secolo a.C. decorati con motivi a rilievo e scene dipinte con tempere policrome; anche soggetti del culto dionisiaco.
- Lastra fittile di un monumento funerario, con scena a rilievo.

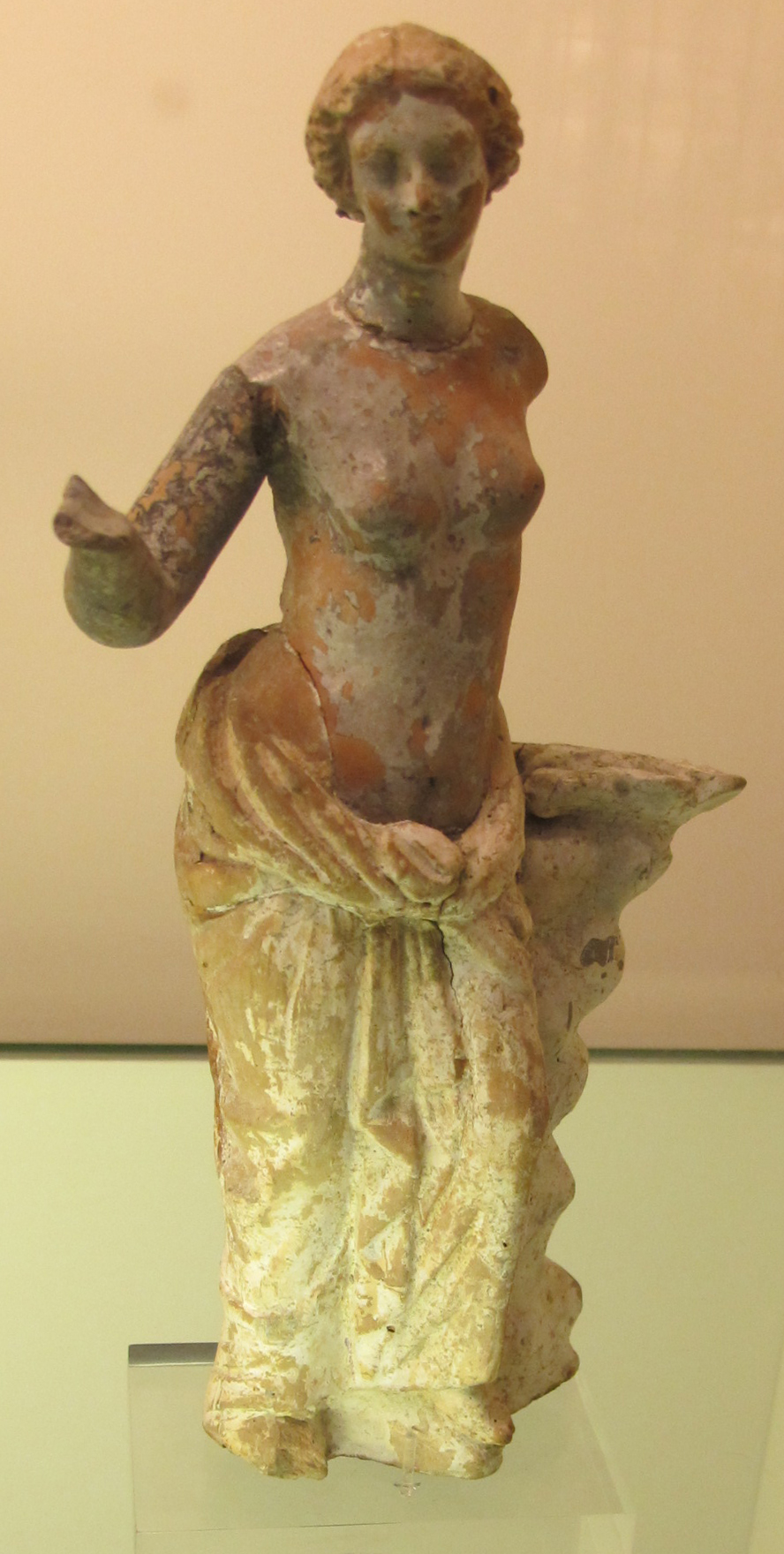
British Museum: statuetta centuripina (forse) di Afrodite

A Centuripe è presente anche un Museo Etnostorico in sede propria che amministrativamente è una sezione del Museo Archeologico Regionale di Centuripe.

### Arte
La produzione ceramica di Centuripe affonda le sue radici nella Preistoria della Sicilia come dimostrano alcuni dei reperti del museo; molto rimane, tuttavia, ancora da studiare e catalogare dato che i reperti del territorio sono disseminati un po' dappertutto a causa del saccheggio, protratto nel tempo, a cui è andato incontro il territorio circostante. Il territorio circostante risulta essere stato intensamente abitato anche prima degli insediamenti greci; insistono infatti nell'area anche varie altre città, delle quasi si sono trovate le tracce come Mendolito ove sorgeva il famoso santuario del dio siculo Adranos e Inessa, con le quali si svilupparono certamente i commerci e gli scambi ma la mancanza di progetti finanziati di ricerca archeologica a vasto raggio non ne ha ancora evidenziato la reale portata.
Centuripe raggiunse presto un primato nell'arte della ceramica. È del VI secolo a.C. un'erma di gusto ionizzante e a fine secolo un'aruletta con un leone che assalta un toro dimostra un motivo decorativo orientaleggiante perfuso di una stilizzazione greco antica.
È comunque in coincidenza con l'ellenizzazione di Centuripe che si evidenzia ancor più l'arte ceramica locale e se ne sviluppa il commercio per tutto il bacino del Mediterraneo centro orientale. Una serie di studi recenti ha permesso di censire un numero consistente di opifici di ceramisti omoepocali che costituivano un vero e proprio agglomerato industriale in area adiacente all'abitato. La consistenza delle attività individuata avvalora la tesi di un commercio su vasta scala e ultralocale.
A partire dal III secolo a.C. la coroplastica espresse una ricchissima produzione di statuette fittili (in terracotta) che prendono il nome tipico di tanagrine perché simili a quelle già conosciute trovate nella necropoli di Tanagra in Beozia e di una qualità artistica tale da meritare alla città l'epiteto di Tanagra di Sicilia. Si tratta di arte a chiara destinazione funeraria che raggiunge elevati livelli di esecuzione con leggiadre figurine femminili danzanti, di divinità di età ellenistica con predominanza di Afrodite, di genere idilliaco, caricature e figure comiche pervase dal gusto locale e ancora Eroti volanti, Psychài e fauni danzanti, vecchi e personaggi esotici o caricature femminili dai volti animaleschi. Le tematiche mostrano un'inesauribile fantasia creativa anche se vengono prodotte in serie. Completano il tutto statuine di animali molto realistiche.
La produzione ceramica di Centuripe risalta e si esprime in tutte le forme di anfore producendone di proprie che vengono dette appunto vasi centuripini. La produzione centuripina sembrerebbe aver influenzato quella di altri centri siciliani.
La caratteristica decorazione è policroma con rilievo floreale e architettonico. Si presenta come un dipinto a tempera ricco di sfumature raffinate le cui scene spesso richiamano il culto dionisiaco; a volte sono grandi teste o busti umani il cui viso è colorato di una tinta rossastra con ombreggiature. Spesso la colorazione veniva fatta a freddo con delicati colori a tempera. Uno studioso, il Libertini, ne cataloga ben 39 modelli differenti. Quattro pregevoli esemplari sono esposti dal 1929 al Metropolitan Museum of Art di New York. Anche la decorazione parietale era molto praticata; nonostante le distruzioni della città nel periodo medioevale ne abbiano quasi disperso le tracce, ne è sopravvissuta una, probabilmente del III secolo a.C., trovata in una casa privata.

#### Askos di Centuripe
Nei primi anni sessanta, a Centuripe, è stato ritrovato un askos (vaso schiacciato) risalente al V secolo a.C., oggi conservato al museo archeologico di Karlsruhe, in Germania, che riporta la più lunga iscrizione esistente in siculo che risulta essere una lingua di origine indo-europea, molto imparentata con il latino.

#### Epigrafe del gemellaggio
Nel 1962 venne ritrovata, tra ruderi in contrada Crocefisso, un lastra (ritenuta parte di una stele commemorativa) in pietra calcarea. Esaminata dal prof. Giuseppe Manganaro risultò essere scritta in dialetto greco dorico. L'iscrizione, risalente al II secolo, riferisce della missione di tre notabili centuripini, Filiarkos, Làmpon e Xoarcos che si recarono a Roma per incontrare il senato di Lanuvio, recando con sé documenti e genealogie, per ottenere il riconoscimento dei vincoli di cognatio (greco: syngheneia), ovvero di parentela col popolo romano. A memoria del fatto furono incise due stele, una per Lanuvio e l'altra per Centuripe. Nel 1974 il gemellaggio è stato celebrato tra i sindaci delle due città. Il 22 giugno 2024 in occasione del cinquantenario la lastra con l'iscrizione è stata esposta al pubblico nel museo di Lanuvio.

## Geografia antropica

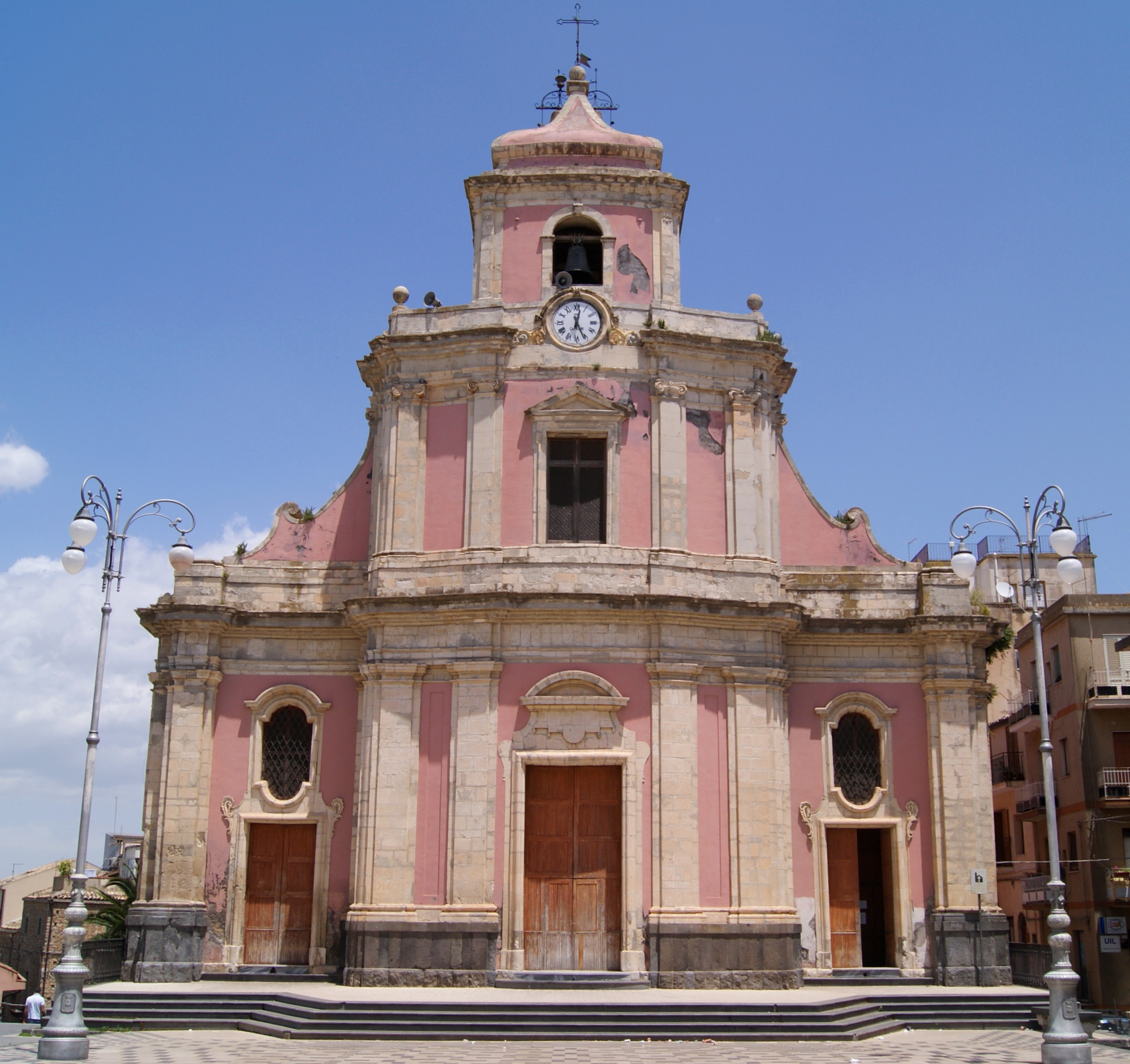
Chiesa Madre Immacolata Concezione (sec. XVII)

### Urbanistica
La planimetria dell'abitato risulta impostata secondo uno schema planimetrico polilobato a forma di stella a cinque lobi o di rondine ad ali spiegate seguendo pedissequamente l'andamento orografico del sito. L'impianto urbanistico ha continuato a espandersi secondo le direttrici primitive. Il tessuto urbano è suddiviso in comparti trasversali a stecca costituiti prevalentemente da case a schiera spesso a più piani, intersecati da stradine, spesso a gradoni, che si affacciano e scendono verso valle a causa dell'accentuata pendenza delle aree rocciose su cui insistono. L'aspetto architettonico delle strutture abitative non risulta eccessivamente alterato dalle ristrutturazioni eseguite nel tempo più recente e mantiene, di massima, l'immagine medioevaleggiante della città.

### Frazioni
Carcaci è l'unica frazione del comune di Centuripe. Comune autonomo fino a poco dopo l'unità d'Italia dista da Centuripe circa 10 chilometri.

## Economia
L'economia è prevalentemente agricola e zootecnica con predominanza di agrumi dal fondovalle tutt'intorno fino alla quota di circa 400 metri s.l.m.; dopo tale quota predominano alberi di olivo e di mandorlo. Il rimanente territorio è a pascolo o a seminativo.
Nel territorio di Centuripe è presente anche un'area artigianale nella quale insistono piccole industrie e laboratori ceramici con notevole produzione di eccellenti copie della antica ceramica centuripina molto apprezzate dai turisti. L'area dista dal centro abitato di Centuripe circa 4 chilometri procedendo verso la stazione ferroviaria dismessa di Mandarano della ferrovia Motta Sant'Anastasia-Regalbuto, chiusa all'esercizio.
Il territorio presenta ancora molte miniere di zolfo, utilizzate attivamente fino agli anni venti e pian piano abbandonate in seguito al crollo della richiesta di zolfo siciliano e cave di salgemma. Le cinque zolfare più estese del territorio di Centuripe erano quelle di: Muglia, Salina, Marmora, Chieffo e Torricchia. Sono presenti anche sorgenti di acque minerali.

## Infrastrutture e trasporti
Centuripe è raggiungibile da Catania e da Palermo per mezzo dell'Autostrada A19 con uscita Catenanuova e da questa località per mezzo di una strada provinciale. È possibile raggiungere Centuripe anche per mezzo della Strada statale 121 Catanese da Catania, dopo avere attraversato il ponte sul Simeto, deviando sulla strada comunale indicata e da Enna. Anche la Strada statale 192 permette di raggiungerlo dal lato sud, attraverso la Piana di Catania sia dalla località Muglia sia dalla cittadina di Catenanuova.
La linea ferroviaria Catania Palermo ha la stazione di Catenanuova-Centuripe dalla quale, fino agli anni novanta, un servizio regolare di autolinea extraurbana permetteva di raggiungere Centuripe. Il territorio comunale, fino agli anni ottanta, si avvaleva anche delle stazioni ferroviarie di Mandarano-Centuripe, Carcaci e Leto della linea ferroviaria Motta Sant'Anastasia-Regalbuto per la spedizione degli ottimi agrumi prodotti nel proprio territorio del versante ennese del fiume Salso e del fiume Simeto. Tale linea è stata definitivamente chiusa al traffico, le stazioni chiuse e il commercio dirottato su altri vettori.

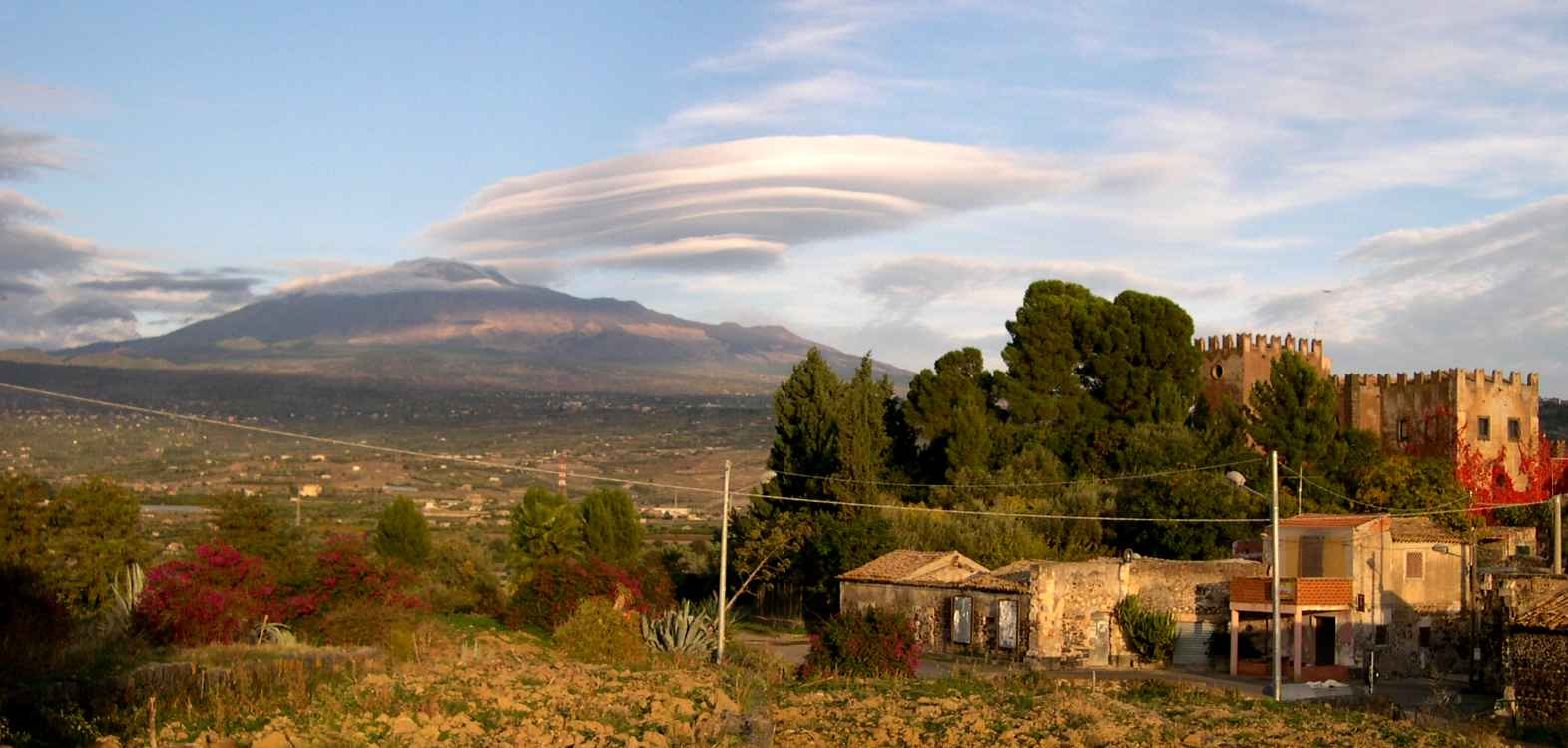
Castello di Carcaci con vista dell'Etna

## Amministrazione
Di seguito è presentata una tabella relativa alle amministrazioni che si sono succedute in questo comune a partire dal 1988.
| Periodo          | Periodo          | Primo cittadino        | Partito                     | Carica              | Note   |
| ---------------- | ---------------- | ---------------------- | --------------------------- | ------------------- | ------ |
| 21 giugno 1988   | 3 agosto 1990    | Michele Galvagno       | Democrazia Cristiana        | Sindaco             | [ 61 ] |
| 3 agosto 1990    | 6 luglio 1992    | Salvatore Greco        | Democrazia Cristiana        | Sindaco             | [ 61 ] |
| 23 giugno 1993   | 1º dicembre 1997 | Giuseppe Romano        | La rete - mov. dem.         | Sindaco             | [ 61 ] |
| 1º dicembre 1997 | 28 maggio 2002   | Giuseppe Arena         | centro-sinistra             | Sindaco             | [ 61 ] |
| 28 maggio 2002   | 15 maggio 2007   | Giuseppe Arena         | L'Ulivo                     | Sindaco             | [ 61 ] |
| 15 maggio 2007   | 8 maggio 2012    | Antonino Biondi        | L'Ulivo                     | Sindaco             | [ 61 ] |
| 8 maggio 2012    | 4 settembre 2014 | Antonino Biondi        |                             | Sindaco             | [ 61 ] |
| 4 settembre 2014 |                  | Pietro Maria Di Miceli |                             | Comm. straordinario | [ 61 ] |
| 1º giugno 2015   | 5 ottobre 2020   | Michele Galvagno       | Lista Primavera centuripina | Sindaco             | [ 61 ] |
| 6 ottobre 2020   | in carica        | Salvatore La Spina     | RestiAmo a Centuripe        | Sindaco             | [ 61 ] |